# Falacia de la ventana rota

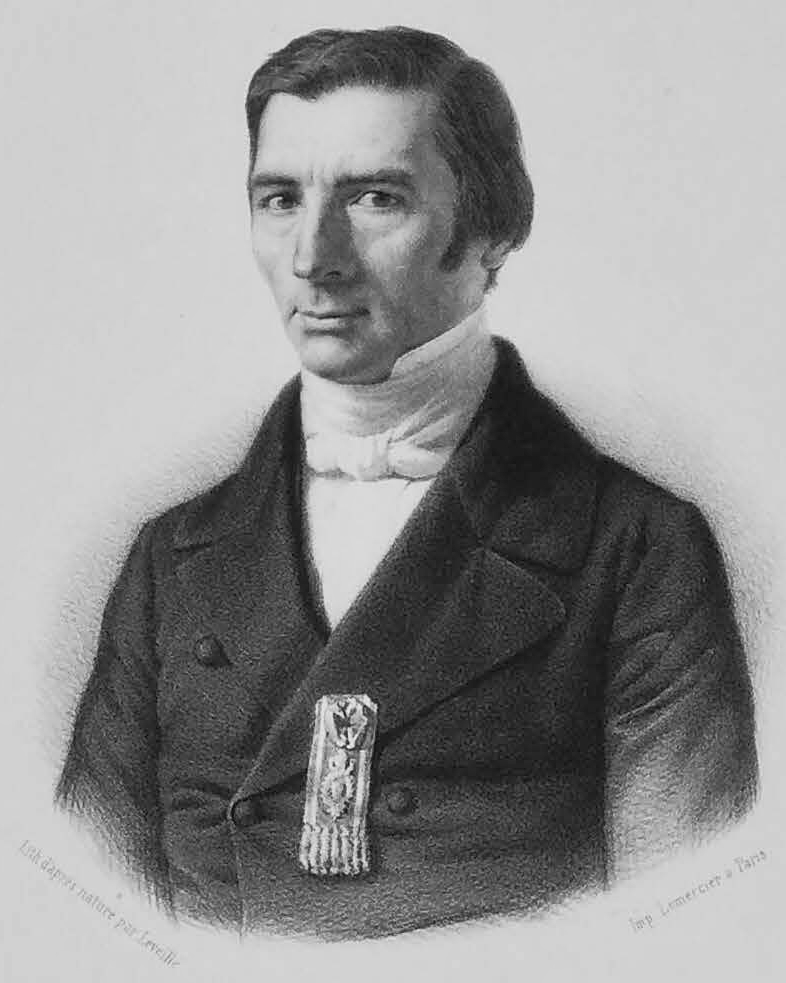
Fréderic Bastiat fue un economista, escritor y legislador francés, defensor de la "armonía económica" del libre mercado. Ideó la teoría de la falacia de la ventana rota.

La falacia de la ventana rota fue propuesta por Frédéric Bastiat en su ensayo de 1850 Ce qu'on voit et ce qu'on ne voit pas (Lo que vemos y lo que no vemos) para ilustrar la idea de los costes escondidos, hoy más conocidos como costes de oportunidad.
Bastiat pone el ejemplo de un niño que rompe el cristal de un comercio. Al principio, todo el mundo simpatiza con el comerciante, pero pronto empiezan a sugerir que el cristal roto beneficia al cristalero, que comprará pan con ese beneficio, beneficiando al panadero, quien comprará zapatos, beneficiando al zapatero, etc. Finalmente la gente llega a la conclusión de que el niño no es culpable de vandalismo, sino que ha hecho un favor a la sociedad, creando beneficio para toda la industria.
La falacia de este razonamiento, según Bastiat, consiste en que se consideran los beneficios del cristal roto, pero se ignoran los costes escondidos; el comerciante está obligado a comprar una ventana nueva, cuando quizás fuera a comprar pan beneficiando al panadero. Al final, mirando el conjunto de la industria, se ha perdido el valor de un cristal, llegando Bastiat a la conclusión de que «la sociedad pierde el valor de los objetos inútilmente destruidos» y que «la destrucción no es beneficio».